# Robert Charles Benchley

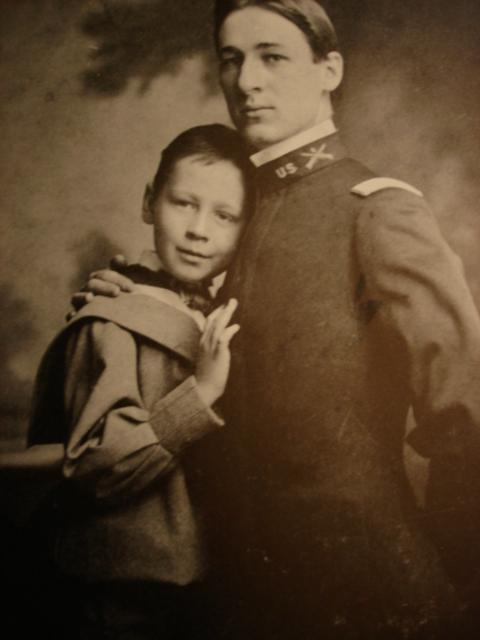
Robert Benchley

Robert Charles Benchley (Worcester, Massachusetts, 15 de setembre del 1889 - Nova York, 21 de novembre del 1945) fou un actor, crític teatral i humorista estatunidenc.
Es graduà a la Universitat Harvard i ràpidament passà a formar part del personal laboral de la publicació "Life" el 1920. Fou membre de l'"Algonquin Round Table", fent de crític escènic per a la revista "The New Yorker" del 1929 al 1940 i on va escriure sota el pseudònim de Guy Fawkes. Interpretà diversos papers secundaris en moltes pel·lícules, però és més conegut pels seus més de 40 curtmetratges com How to Sleep, curt guanyador d'un premi Oscar el 1934.

## Biografia

### Els anys d'estudis
Robert Benchley va fer tota la seva escolaritat a Worcester (Massachusetts) on participa en les peces de teatre itinerants de l'escola. Gràcies als diners de Lilian Duryea, la promesa del seu germà mort l'any 1898, pot anar a l'Acadèmia Philippe Exeter a Nou Hampshire el seu últim any d'estudis. Benchley s'obre en l'atmosfera de l'Acadèmia i practica regularment activitats extra-escolars creatives. És d'aquesta manera que se'n van aquests diners al final del trimestre.
Benchley s'inscriu a la Universitat Harvard l'any 1908 amb, de nou, l'ajuda financera de Lilian Duryea. S'apunta a la fraternitat Delta Upsilon i continua també  fent-se amb els seus amics de l'Acadèmia Phillips Exceter, cosa que no l'impedeix destacar en els seus estudis. És particularment dotat en anglès. El seu humor i el seu estil comencen a revelar-se en aquest període. Benchley és sovint sol·licitat per divertir els seus germans de la fraternitat. Les seves imitacions de camarades i de professors esdevenen molt populars, les seves actuacions li donen una reputació local. El criden a molts programes de diversions en el campus i múltiples trobades fora.
Durant aquests dos primers anys a Harvard, treballa pel Harvard Advocate i el Harvard Lampoon. És elegit en el quadre dels directors del Lampoon en el seu tercer any. La seva elecció és unànime, ja que és el responsable de les publicacions d'art i que els elegits del quadre són obligatòriament els escriptors de més talent de l'equip. La seva posició al Lampoon li obre un gran nombre de portes i és ràpidament nomenat al Signet Society. Esdevé igualment l'únic membre estudiant del Boston Papir Club el mateix any.
Al mateix temps que deixa les seves responsabilitats al Lampoon, actua en peces de teatre, entre d'altres les de Hasty Pudding com The Crystal Gaze i Below Zero. Benchley no s'aparta els seus projectes, ja que comença a reflexionar seriosament en una carrera després de la universitat.
Charles Townsend Copeland, un professor d'anglès, li  recomana dedicar-se a l'escriptura. Benchley i el seu futur il·lustrador, Gluyas Williams del Lampoon, pensen començar un treball d'escriptura i de il·lustració independent per revistes de teatre. Un altre professor d'anglès recomana a Benchley parlar amb la Curtis Publishing Company però Benchley és des del començament contrari a aquesta idea i al final accepta una feina al despatx del servei administratiu de Filadèlfia. A causa d'un fracàs escolar degut a una malaltia, en el seu últim any, no vol rebre el seu diploma  de les Arts de Harvard fins a l'obtenció de totes les seves assignatures l'any 1913 i ocupa una plaça a la Curtis Company molt ràpidament després d'haver rebut el seu diploma.

### Els començaments
A la Curtis Publishing Company, Benchley fa un treball de redacció durant l'estiu que segueix l'obtenció del diploma. Fa en paral·lel petites feines com la traducció d'un catàleg en francès pel Museu de Belles Arts de Boston. El setembre de 1913, és contractat a temps complet en l'equip de la Curtis Company. Prepara textos per la seva nova revista, Obiter Dicta. El primer número és criticat de manera categòrica per la direcció que el troba massa tècnic, desordenat i sense dinamisme. Les coses no milloren per Benchley i Obiter Dicta. A més, una broma en un mal moment en un banquet de la Company agrava més les seves relacions amb els seus superiors. Prossegueix les seves temptatives per trobar la seva pròpia via al si de la publicació però Benchley i la Curtis Company no formen un bon equip. Decideix doncs de marxar, ja que ella volia separar-se d'ell. Al mateix moment, li proposa una plaça a Boston amb un millor salari.
Benchley efectua un bon nombre de feines similars els anys següents. Participa en el discurs públic que segueix el torneig anual de futbol que enfronta  Harvard i Yale el 1914 i explica una broma que posa en escena el « professor Soang » fent una sessió de preguntes-respostes sobre el futbol a la Xina.
Tot i fer somriure sempre el seu públic, Benchley continua el seu treball com independent, escriu sobretot la seva primera peça remunerada per Vanity Fair el 1914, titulada Hints on Writing a Book. És una peça paròdica molt popular a l'època. Les peces de Benchley són comprades de tant en tant per Vanity Fair però els seus treballs principals s'esgoten, i llavors aconsegueix un lloc al New York Tribune. Comença a treballar-hi primer com a periodista. És incapaç d'obtenir declaracions de persones que són citades en altres periòdics, però té més èxit anant a cobrir les conferències que tenen lloc als voltants de la ciutat. Se li promet promet un lloc al Tribuna’s Sunday quan la seva carrera es dispara. Està amb l'equip de la revista on és ràpidament contractat. Finalment esdevé rédactor en cap. Escriu dos articles per setmana: una critica de llibres i un article de fons, del qual escull el tema. La llibertat dona al seu treball un nou aire, l'èxit de les seves peces en les revistes arriba a convèncer els seus superiors de donar-li una crònica en el diari.
Benchley reemplaça temporalment un periodista per P.G. Wodehouse a Vanity Fair, al començament de l'any 1916, per escriure crítiques de teatre. El seu treball a Vanity inspira un dels seus col·legues del Tribune per fer temes originals, però la situació a la revista es deteriora i el Benchley pacifista s'entristeix des del punt de vista de Tribune, en relació amb la Primera Guerra Mundial. Els directors de la revista estan descontents, el to puja i les irreverències es multipliquen.
El 1917, Tribune atura la publicació de la revista. Benchley es troba de nou sense treball; sent parlar d'una plaça de redactor a Vanity Fair però aquest projecte no tira endavant. Decideix continuar com a independent i intenta de fer-se un nom. La seva temptativa de treball independent no es perfila bé, ven una sola obra a Vanity i acumula innombrables rebutjos durant dos mesos. Se li presenta un treball d'agregat de premsa per William A. Brady, un productor de Broadway. Benchley aconsegueix la plaça contra els consells dels seus companys. Aquesta experiència li va malament, perquè és difícil treballar amb Brady. Benchley es resigna i accepta una plaça de director de publicitat per Aircraft Board, del govern federal, al començament de 1918. Aquesta experiència no és millor i quan se li ofereix l'oportunitat de tornar a Tribune (recomençant), accepta perquè la direcció ha canviat.
Al Tribune, Benchley i el nou director, Ernest Gruening, són responsables del suplement il·lustrat, Tribune Graphic. Els dos arriben a un compromís per mantenir la seva independència però el reportatge de Benchley sobre la guerra és contundent. El seu punt de vista sobre les relacions entre regiments africans i americans són tan provocadors com les imatges d'un linxament en el Sud dels Estats Units, que suposa a Benchley i Guening un examen minuciós demanat per la direcció. Entre altres coses, se'ls acusa de ser pro-alemanys (els Estats Units combaten Alemanya a aquell moment). Benchley dimiteix en una carta breu subratllant la manca « de proves raonables que el Dr. Gruening és culpable de… càrrecs portats contra ell… » i les temptatives de la direcció per « embrutar la seva persona i la seva carrera periodística tot i que és l'única persona des de fa tres anys que ha aconseguit fer de la Tribune un verdader periòdic. »
Benchley és obligat a ocupar una plaça de publicitari al Liberty Loan Program, i continua igualment el seu treball de freelancer fins que Collier el contacta per un treball de director adjunt. Benchley accepta l'oferta per veure si Vanity Fair pot superar-la, perquè encara sap que és la millor de les revistes. Vanity li ofereix una plaça de director general. Benchley accepta i comença aquest treball l'any 1919.

### L'experiènciaVanity Fair
Benchley debuta a Vanity amb Robert Emmet Sherwood — un vell camarada del Harvard Lampoon — així com amb la seva futura amiga i col·laboradora Dorothy Parker, que succeeix a P. G. Wodehouse, responsable fins llavors de la crítica teatral. La fórmula de Vanity Fair s'adapta perfectament a l'estil de Benchley, permet als seus articles d'estar amarats d'humor com en les parodies. El seu treball és publicat dues vegades al mes. Algunes de les seves cròniques, posant en escena un personatge que ha creat, són signades pel seu pseudònim Brighton Perry, però més sovint signa amb el seu nom. Robert Emmet Sherwood, Dorothy Parker i Benchley esdevenen molt propers. Van a dinar a l'Algonquin Hotel amb altres escriptors, la reunió és coneguda amb el nom de Algonquin Round Table. Quan els directors estan de viatge de negocis per Europa, els tres aprofiten la situació per escriure articles sobre les institucions de teatre novaiorqueses i fan comentaris paròdics sobre una varietat de temes com l'efecte de l'hoquei canadenc en la moda americana. Això inquieta Sherwood perquè ha sentit que això podria comprometre el seu proper augment de sou.
La situació a Vanity Fair es deteriora des del retorn de la direcció que fa circular una nota de servei prohibint als empleats la discussió dels salaris per mostrar-los la seva superioritat jeràrquica. Benchley, Dorothy Parker i Sherwood responen amb una altra nota i també amb pancartes que porten al voltant dels seus colls per mostrar a tots els seus salaris exactes. La direcció treu butlletins de avís per sancionar tot retard. En un d'ells, Benchley redacta una excusa cínica pel seu retard degut a un ramat d'elefants en el carrer 44, que l'ha impedit d'estar a l'hora. Les seves accions contribueixen a un deteriorament general dels comportaments, que tenen com a punt culminant l'acomiadament de Dorothy Parker causat per queixes dels productors d'obres de teatre que ella incendia en les seves crítiques. En assabentar-se de la notícia, Benchley dimiteix. La història és publicada en el Times per Alexander Woollcott que dina amb Benchley, Dorothy Parker i els altres. Com que Benchley té dos fills quan dimiteix, Dorothy Parker ho veu com el més gran acte d'amistat que no hagi vist mai.
Després de la seva dimissió, les ofertes com a freelancer es multipliquen. Se li proposa 200 dòlars per un simple article en The Home Sector i un salari setmanal de freelancer al New York World per una crònica de llibres, tres cops per setmana, cosa que el fa tornar al salari que tenia al Vanity Fair. La seva crònica titulada « Books and Others Things », dura un any, tracta de literatura i va fins i tot més enllà amb temes més pragmàtics com « pràctica actual de paleta ».
Desgraciadament per Benchley, la redacció d'una crònica per David Lawrence suposa la còlera dels patrons del World i « Books and Others Things » s'atura.
Benchley contínua treballant com freelancer, proposant cròniques plenes d'humor a diversos periòdics, compresos el New Yorker i Life (on un col·lega humorista, James Thurber pensa que els articles de Benchley són l'única bona raó per llegir aquest periòdic). Troba sempre els seus amics a l'Algonquin. El grup esdevé popular com la Taula rodona de l'Algonquin. L'abril de 1920, Benchley aconsegueix un lloc al Life com a critic de teatre, ocupa aquesta plaça fins al 1929. Finalment, agafa les comandes de la rúbrica de teatre, els seus comentaris són coneguts per la seva exactitud i els utilitza sovint com una tribuna per qüestions que el preocupen: des del cas més insignificant (la gent que tus durant les funcions) al més important (la intolerància racial).
Les coses canvien de nou per Benchley. Els membres de la Taula Rodona s'han associat per escriure una obra de teatre. És l'autor J.M. Kerrigan que els ha llançat aquest repte perquè n'estava fart de sentir les seves queixes a propòsit de la mala temporada de teatre.
No Sirree! n'és el resultat (el nom ve d'un joc de paraules d'un periòdic europeu Le Chauve Souris) subtitulat « Una diversió anònima pel Cercle viciós de l'hotel Algonquin ». Benchley participa en la comèdia The Treasurer’s Report on agafa el paper d'algú nerviós, inquiet i desorganitzat provant de resumir les despeses anuals d'una institució. Els espectadors i actors aplaudeixen l'actuació de Benchley que provoca els més grans esclats de riure. Sovint la recuperació d'aquesta actuació es reclama en el programa d'actes. Irving Berlin paga Benchley 500 dòlars a la setmana per efectuar la seva actuació el vespre en la Music Box Revue.

### Hollywood i la crida delNew Yorker
Benchley contínua rebent proposicions per la seva actuació. El 1925, accepta l'oferta seriosa d'un productor de cinema, Jesse L. Lasky. Li proposa escriure un guió en sis setmanes per 500 dòlars. Mentre el projecte no dona resultats prou significatius, Benchley demana un crèdit bancari per produir teles de fons per la pel·lícula muda de Raymond Griffith titulada You’d Be Surprised.
Benchley és contractat per adaptar un llibre d'un espectacle de Broadway, Smarty, amb Fred Astaire de protagonista. Aquesta experiència no és  positiva, les contribucions de Benchley són taxades per impostos i en el producte final Funny Face no cita el seu nom. Esgotat, Benchley es desplaça per respondre a un nou compromís: una adaptació de The Treasurer’s Report al cinema. El rodatge és previst aviat i  Benchley està convençut que no és prou bo. The Treasurer’s Report és un èxit a la seva estrena l'any 1928. Aquell any, Benchley participa en altres dues pel·lícules: The Sex Life of The Polyp i The Spellbinder. Aquestes dues pel·lícules assoleixen el mateix èxit i són aclamades per la crítica. Benchley signa un acord per produir-ne més abans de tornar a Nova York per escriure. Com  deia el diari Life després de la dimissió de Benchley el 1929: « Mr. Benchley ha abandonat la crítica de teatre pel cinema sonor. »
Al mateix temps que Benchley roda diversos curts, comença a treballar pel New Yorker l'any 1925 sota el control de Harold Ross, un amic dels seus amics. Mentre que Benchley, igual que els seus amics de l'Algonquin, es malfia dels compromisos que podria contreure amb altres publicacions, per diverses raons, fa de freelancer durant els primers anys pel New Yorker. És cridat tard per ser crític pel periòdic. Comença per escriure sota el pseudònim de Guy Fawkes (en referència a un dels conspiradors de la conspiració de la pólvora), els seus articles són molt apreciats. Aborda problemes anant del reportatge potiner al feixisme a Europa. És així com la publicació esdevé pròspera. Benchley és sol·licitat per ser crític de teatre al New Yorker l'any 1929. Abandona Life i les contribucions d'Alexander Woollcott i Dorothy Parker esdevenen cròniques regulars en el diari. El New Yorker publica una mitjana de quaranta-vuit columnes de Benchley per any al començament dels anys 1930.
Amb l'apogeu del New Yorker, per Benchley és possible no tornar a treballar a Hollywood durant un temps. El 1931, està convençut de fer un enregistrament a la Radio Pictures per una pel·lícula titulada Sky Devils. Actua per primera vegada en el llargmetratge The Esport Parade, el 1932. El treball en aquesta pel·lícula l'impedeix de presenciar l'obertura de la temporada de tardor de teatre, cosa que l'incomoda (tot i que l'èxit relatiu de Sport Parade amb el seu paper). Però segueix viu el seu atractiu pel cinema. RKO Pictures li proposa signar un contracte d'actor i de guionista l'any següent amb un salari superior al del  New Yorker.

### How to...
Torna a Hollywood durant la Gran Depressió. El cinema sonor amb el qual ha treballat, té èxit mundial. La seva arribada el posa ràpidament en l'escena d'un gran nombre de produccions. Benchley està més interessat en escriure que a fer d'actor, no obstant això va tenir un paper dels més importants encarnant un venedor en Rafter Romance i la seva actuació en aquesta pel·lícula atrau l'atenció de la MGM que desitja pagar a Benchley una bona suma per ocupar-se de diversos curts. Paral·lelament, Benchley accepta una oferta per escriure una columna publicada al Hearst. Decideix llavors, rodar els curts a Nova York i acceptar igualment la proposició del Hearst. Abans de tornar a Nova York, té un paper en El Remolí de la dansa, una pel·lícula amb Clark Gable.
El 1934, Benchley torna a Hollywood per acabar el curt How to Break 90 at Croquet, i el llargmetratge China Seas, una producció Gable. Al final d'aquest treball, MGM demana a Benchley escriure i dirigir una curta producció inspirada en un estudi sobre la son del Mellon Institute dirigida per la Simmons Mattress Compagny. La pel·lícula es titula finalment How to Sleep i és rodada en dos dies. Benchley hi té el paper protagonista del dormilega i també del narrador. És aclamat. El que estava bé en aquest paper és que no estava « sota pressió, ja que dormia en el llit la major part del temps ». La pel·lícula va ser ben acollida en les estrenes. Les promocions agafen el relleu. Els que no estan satisfets són els membres del Mellon Institute que no aproven que l'estudio se'n rigui del seu treball d'investigació.
L'èxit ràpid de How to Sleep empeny la MGM a passar una nova comanda a Benchley per altres dos curts: How to Train a Dog, una paròdia de tècniques de doma de gossos, i How to Behave que fa la sàtira dels convencionalismes. How to Sleep és nominat pel Millor curt en la 8a cerimònia dels Oscars mentre que les dues últimes pel·lícules no reben una bona crítica.
El 1935, funda amb els seus amics de l'Algonquin el New York Drama Critics' Circle que premiarà a partir de 1936 la millor nova peça de teatre de la temporada novaiorquesa.
El 1937, Benchley fa un paper en un espectacle de music-hall titulat Broadway Melody of 1938. A Live, Love and Learn on té el seu més gran paper, és tombada severament per la crítica. Un curt que fa per la MGM, A Night at the Movies, és el seu més gran èxit des de How to Sleep. Després, se li proposa un contracte per curts que són rodats a Nova York. Aquestes pel·lícules són realitzades més ràpidament que les precedents. How to Sleep ha estat rodada en dos dies i How to vote, una de les últimes, en dotze hores. Els rodatges costen molts diners a Benchley. Continua  fent dues sessions de rodatge per dia i descansa algun temps després d'aquest planning carregat.
L'any 1939 és de mal auguri per la carrera de Benchley: després de l'anul·lació de diverses emissions de ràdio, s'entera que la MGM no desitja prorrogar el seu contracte. El New Yorker, molest amb el fet que la carrera cinematogràfica de Benchley sigui prioritària, decideix contractar un altre crític. Escriu el seu últim article, marxa a Hollywood i realitza alguns curts per la Paramount Pictures. Se li proposa també dos papers en llargmetratges: The Reluctant Dragon de Walt Disney on Benchley fa el seu propi paper i Nice Girl? on destaca la seva interpretació dramàtica. Treballa essencialment com a actor independent, ja que el seu contracte a la Paramount no li suposa prou diners. Passa càstings per papers menors en comédies romantiques.

### Els últims anys
El 1943, la Paramount no li renova el seu contracte. Signa de nou amb la MGM un contracte exclusiu. Però la situació no és avantatjosa. L'estudi l'explota, Benchley no para tota la jornada per acabar el seu treball. El contracte suposa 4 curts realitzats i no té cap possibilitat que la MGM li renovi el contracte.
Després de la publicació en dos volums de les seves cròniques del New Yorker, abandona l'escriptura l'any 1943 i signa un contracte de treball amb la Paramount.
La venda dels seus llibres i el seu contracte li ofereixen una seguretat financera però no és feliç veient el tomb que ha pres la seva carrera. Weekend at the Waldorf és una experiència particularment peniosa, per Benchley el guió és mediocre. Continua omplint la seva agenda malgrat la cirrosi que li és diagnosticada com a conseqüència d'un problema amb l'alcool que li penalitzarà més tard en la seva vida. Acaba el seu any de treball però el seu estat continua deteriorant-se. Mor el 21 de novembre de 1945 a l'hospital de Nova York. La seva família organitza funerals privats, després és incinerat i enterrat en el panteó familiar a l'illa de Nantucket.

## Vida privada
Robert Benchley tenia un germà, Edmund Benchley, 13 anys més gran, que morirà el 1898 en la Guerra hispano-americana. Aquesta mort tindrà un efecte considerable sobre la vida de Benchley.
El juny de 1914, es casa amb Gertrude Darling que havia conegut a l'institut de Worcester, i amb qui es va prometre durant el seu últim any a Harvard. El seu primer fill, Nathaniel, neix un any més tard. Robert Benchley Junior, el seu segon fill, ve al món l'any 1919.
Nathaniel esdevindrà també escriptor (un autor reconegut de llibres per nens) i redactarà la biografia del seu pare l'any 1955. Els seus dos fills són notables en el domini literari: Peter Benchley és conegut per la seva novel·la Jaws que ha inspirat la pel·lícula del mateix nom, i Nat Benchley ha escrit i interpretat un paper en un one man show basat en la vida del seu avi Robert Benchley.

## Estil
L'humor de Benchley es forja durant els seus estudis a Harvard. El seu talent d'orador és ja reconegut pels seus camarades i els seus amics, però és al Lampoon on s'afirma el seu estil. L'estil de humor que s'imposa és llavors el « cracker barrel » (humor popular) que es basa en certes constants, per exemple els dialectes i el menyspreu per l'educació formal com fan els humoristes Artémis Ward i Petroleum Vesuvius Nasby. Hi ha també el humor genteel que és molt literari i de naturalesa complexa,  Olivier Wendell Holnes el fa famós. Tot i que aquests dos humors són a primera vista diametralment oposats, tanmateix coexisteixen  en revistes com Vanity Fair i Life. El Lampoon empra essencialment el segon, cosa que convé a Benchley. Les seves peces no haurien tingut lloc en una posada en escena que respongués a les regles de l'estil « crackerbarrel ». És perquè, l'afecte de Benchley pels jocs de paraules ressonen més amb humor literari com ho mostra el seu èxit al New Yorker conegut pel gust refinat dels seus lectors.
Benchley exagera els trets dels seus personatges perquè es diferencien de la representació comuna de l'home. Els imagina per crear un contrast entre ell i la massa que no fa prou prova de seny. Els seus personatges tenen sovint la ment enredada pels problemes de la societat, són també neuròtics. Per exemple, un dels seus personatges a How to Watch Futbol, troba que és raonable per un aficionat renunciar a mirar el partit en directe i llegir després els resultats en els periòdics locals. Aquest personatge, etiquetat « Little Man » i similar en moltes coses als de Mark Twain, està inspirat en el mateix Benchley. Aquest protagonista només apareix en els textos de Benchley des del començament dels anys 1930, però ell segueix en la seva manera de parlar i d'interpretar els seus papers. Aquest personatge es manifesta en l' Ivy Oration de Benchley per la cerimònia de diplomatura de Harvard i apareix a continuació tot al llarg de la seva carrera, com durant The Theasure’s Report en els anys 1920 i el seu treball en el cinema en els anys 1930.
Les peces de l'estil « current-event » estan d'actualitat, han publicat per Vanity Fair durant la guerra i no perden pas la seva lleugeresa. Benchley no té por de la diversió (una de les seves peces es titula Have you a little german agent in your home?) i les seves observacions giren sovint a discursos emfàtics contrariats, com en la seva peça The Average Votar on l'elector oblida el que diu el periòdic… i vota llavors directament pel camp dels « republicart ». Aquesta peça més lleugera no vacil·la més a parlar de qüestions d'actualitat, dibuixant analogies entre el futbol i el patriotisme, el chewing-gum i la diplomàcia o les relacions econòmiques amb Mèxic.
En les seves pel·lícules, exagera els trets i empra la sàtira. En The Treasurer’s Report, el tresorer fa gala d'un nerviosisme exacerbat, en una associació on els membres són únicament dones. Fins i tot els més llargs, amb intrigues apretades com Lesson Number one, Furrace Disturbi i Stewed, Fried and Borled, mostra un Benchley sobrepassat per tasques del diari. Fins i tot el personatge el més estereotipat té qualitats com l'esportiva que Benchley interpreta en The Esport Parade. El seu humor inspirarà més tard un bon nombre de humoristes i de cineastes.

## Escrits
Robert Benchley és l'autor de més de 600 articles, cròniques, crítiques i novel·les curtes, un gran nombre de les quals han estat publicats sota forma de reculls:
- Of All Things, Henry Holt a Company, 1921 (22 textos publicats en Vanity Fair, The New York Tribune, Collier's Weekly, Life i Motor Print)
- Love Conquers All, Henry Holt & Company, 1922 (63 textos publicats a Life, The New York World, The New York Tribuna, The Detroit Athletic Club News i The Consolidated Press Association)
- Pluck and Luck, Henry Holt & Company, 1925 (50 textos publicats a Life, The Detroit Athletic Club News, The Bookman, College Humor i The Theatre Guild Program)
- The Early Worm, Henry Holt & Company, 1927 (47 textos publicats a Life, The Detroit Athletic Club News, The New Yorker, College Humoret The Bell Syndicate)
- 20,000 Leagues under the Sea, or David Copperfield, Henry Holt & Company, 1928 (40 textos publicats a The Bookman, The Detroit Athletic Club News, The Forum, Life, The New Yorker i The Yale Review, amb il·lustracions de Gluyas Williams)
- The Treasurer's Report & Other Aspectes of Community Singing, Harper and Brothers, 1930
- No Poems, or Around the World Backwards and Sideways, Harper and Brothers, 1932 (45 textos)
- From Bed to Worse, or Comforting Thoughts about the Bison, Harper and Brothers, 1934 (60 textos)
- My Ten Years in a Quandary, and How They Grew, Harper and Brothers, 1936 (105 textos)
- After 1903 - What?, Harper and Brothers, 1938.
- Inside Benchley, Harper and Brothers, 1942 (50 textos ja publicats)
- Benchley Beside Himself, Harper and Brothers, 1943 (47 textos ja publicats, amb il·lustracions de Gluyas Williams)
- Benchley - Or Else, Harper and Brothers, 1947 (71 textos publicats sobretot a The New Yorker)
- Chips off the Old Benchley, Harper and Brothers, 1949 (77 textos reunits per Gertrude Benchley)
- The « Reel » Benchley, A. A. Wyn, Inc., 1950 (imatges i guions de curts  de Benchley)
- The Benchley Roundup, Harper Brothers, 1954 (textos reunits per Nathaniel Benchley); reed. University of Chicago Press, 2001 ISBN 978-0226042183
- Benchley at the Theatre: Dramatic Criticism, 1920-1940 by Robert Benchley, Ipswich Press, 1985 (84 crítiques teatrals publicades a Life i The New Yorker reunides per Charles Getchell)
- Robert Benchley's Wayward Press: The Complete Collection of His the New Yorker Columns Written as Guy Fawkes, Wolf Den Books, 2008 (integral de les cròniques publicades al New Yorker reunides per S. L. Harrison).
- (en) Robert Benchley, The athletic Benchley: 105 exercises from the Detroit Athletic Club news, Whitmore Lake, Toronoto, Glendower Media, LLC, 2010 (ISBN 978-0-914-30302-2)

## Filmografia

### com a actor
- 1928: The Treasurer's Report
- 1928: The Sex Life of the Polyp
- 1928: The Spellbinder
- 1929: Lesson No. 1
- 1929: Furnace Trouble
- 1929: Stewed, Fried and Boiled
- 1932: The Sport Parade: locutor de ràdio
- 1933: Your Technocracy and Mine
- 1933: Rafter Romance: H. Harrington Hubbell
- 1933: Headline Shooter: locutor de ràdio
- 1933: Dancing Lady: Ward King
- 1935: David O. Selznick: 'Your New Producer': Mestre de cerimònies
- 1935: How to Break 90 at Croquet
- 1935: China Seas: Charlie McCaleb
- 1935: How to Sleep
- 1936: How to Behave: Mr. Benchley
- 1936: How to Train a Dog: Professor / Dog Owner
- 1936: Piccadilly Jim: Bill Macon
- 1936: How to Vote: Mr. Robert Benchley
- 1936: How to Be a Detective: Mr. Benchley
- 1937: The Romance of Digestion
- 1937: Broadway Melody of 1938: Duffy
- 1937: How to Start the Day: Professor
- 1937: Live, Love and Learn: Oscar
- 1937: A Night at the Movies: Marit
- 1938: How to Figure Income Tax
- 1938: Music Made Simple: Lecturing Music Expert
- 1938: An Evening Alone
- 1938: How to Raise a Baby: professor / Pare
- 1938: The Courtship of the Newt: professor de zoologia
- 1938: How to Read
- 1938: How to Watch Football: Fan de futbol / veu del anunciador
- 1938: Opening Day: City Treasurer Benchley
- 1938: Mental Poise: Psicoanalista / Mr. Ostegraf
- 1939: How to Sub-Let: Joseph A. Doakes
- 1939: An Hour for Lunch: Professor / Joe
- 1939: Dark Magic: Joseph A. Doakes
- 1939: Home Early: Joe
- 1939: How to Eat: professor / Joe Doakes
- 1939: The Day of Rest: Joe Doakes
- 1939: See Your Doctor: Lector / Joseph H. Doakes
- 1940: That Inferior Feeling: Joe Doakes
- 1940: Home Movies
- 1940: Foreign Correspondent: Stebbins
- 1940: Hired Wife: Roger Van Horn
- 1940: The Trouble with Husbands: Joe Doakes
- 1941: Nice Girl?: Prof. Oliver Wendel Holmes Dana
- 1941: The Forgotten Man
- 1941: Crime Control: Sergent Benchley
- 1941: You'll Never Get Rich: Martin Cortland
- 1941: How to Take a Vacation: el marit
- 1941: Three Girls About Town: Wilburforce Puddle, hotel manager
- 1941: Bedtime Story: Eddie Turner
- 1942: Nothing But Nerves: Mr. Benchley
- 1942: The Witness: Joe Doakes
- 1942: Take a Letter, Darling: G.B. Atwater
- 1942: Keeping in Shape
- 1942: The Man's Angle: Joe Doakes
- 1942: El superior i la menor (The Major and the Minor): Albert Osborne
- 1942: M'he casat amb una bruixa (I Married a Witch): Dr. Dudley White
- 1943: Young and Willing: Arthur Kenny
- 1943: The Sky's the Limit: Phil Harriman
- 1943: Flesh and Fantasy: Doakes
- 1943: My Tomato: Joseph A. Doakes
- 1943: No News Is Good News
- 1944: Song of Russia: Hank Higgins
- 1944: See Here, Private Hargrove: Mr. Holliday
- 1944: Her Primitive Man: Martin Osborne
- 1944: Important Business: Joseph A. Doakes
- 1944: Why Daddy?: Joseph A. Doakes
- 1944: Janie: John Van Brunt
- 1944: National Barn Dance: Mr. Mitcham
- 1944: Practically Yours: Judge Robert Simpson
- 1945: Pan-Americana: Charlie
- 1945: It's in the Bag!: Parker
- 1945: Boogie Woogie: Frederick Stumplefinger
- 1945: Kiss and Tell: Oncle George
- 1945: Week-End at the Waldorf: Randy Morton
- 1945: Snafu: Ben Stevens
- 1945: The Stork Club: Tom P. Curtis
- 1945: Duffy's Tavern: Robert Benchley
- 1946: Road to Utopia: Narrador
- 1946: The Bride Wore Boots: Oncle Todd
- 1946: Janie Gets Married: John Van Brunt

### com a guionista
- 1928: The Treasurer's Report
- 1928: The Sex Life of the Polyp
- 1928: The Spellbinder
- 1929: Lesson No. 1
- 1929: Furnace Trouble
- 1929: Stewed, Fried and Boiled
- 1932: Sky Devils
- 1933: Your Technocracy and Mine
- 1933: After Tonight
- 1933: Dancing Lady
- 1934: The Gay Divorcee
- 1935: How to Break 90 at Croquet
- 1935: Murder on a Honeymoon
- 1935: How to Sleep
- 1936: How to Behave
- 1936: How to Vote
- 1936: How to Be a Detective
- 1937: The Romance of Digestion
- 1937: Top of the Town
- 1937: A Night at the Movies
- 1938: How to Figure Income Tax
- 1938: Music Made Simple
- 1938: An Evening Alone
- 1938: The Courtship of the Newt
- 1938: How to Read
- 1938: How to Watch Football
- 1938: Mental Poise
- 1939: How to Sub-Let
- 1939: Dark Magic
- 1939: How to Eat
- 1939: See Your Doctor
- 1940: That Inferior Feeling
- 1940: Home Movies
- 1940: Foreign Correspondent
- 1940: The Trouble with Husbands
- 1941: The Forgotten Man
- 1941: Crime Control
- 1941: The Reluctant Dragon
- 1941: How to Take a Vacation
- 1942: Nothing But Nerves
- 1942: The Witness
- 1942: Keeping in Shape
- 1942: The Man's Angle
- 1943: No News Is Good News
- 1944: Important Business
- 1945: I'm a Civilian Here Myself
- 1998: Robert Benchley and the Knights of the Algonquin (vídeo)